# Mischocyttarus melanoleucus
Mischocyttarus melanoleucus är en getingart som beskrevs av Richards 1978. Mischocyttarus melanoleucus ingår i släktet Mischocyttarus och familjen getingar. Inga underarter finns listade i Catalogue of Life.